# Pajtim Kasami
Pajtim Kasami (Struga, 2 juni 1992) is een Zwitsers voetballer van Albanese afkomst die bij voorkeur als offensieve middenvelder speelt. Hij verruilde Olympiakos Piraeus in augustus 2017 transfervrij voor FC Sion. Kasami debuteerde in 2013 in het Zwitsers voetbalelftal.

## Jeugd
Pajtim Kasami werd in Noord-Macedonië geboren als zoon van Albanese ouders, zijn familie verhuisde op jonge leeftijd naar Zwitserland.

## Clubcarrière
Kasami speelde in de jeugd bij Winterthur, Grasshopper Club Zürich, het Engelse Liverpool en het Italiaanse SS Lazio. In december 2009 keerde hij terug naar Zwitserland om een profcontract te tekenen bij AC Bellinzona. Op 7 juni 2010 tekende hij een vijfjarig contract bij het Italiaanse US Palermo. Hij debuteerde voor Palermo in de voorrondes van de UEFA Europa League tegen het Sloveense NK Maribor. Op 30 augustus 2010 debuteerde hij in de Serie A tegen Cagliari. Hij speelde in totaal 24 wedstrijden dat seizoen, waarvan 14 in de competitie, 8 in de Europa League en 2 in de Coppa Italia. Op 25 juli 2011 tekende hij een vierjarig contract bij het Engelse Fulham. Hij debuteerde voor The Cottagers in de Europa League tegen het Kroatische RNK Split. Op 21 augustus 2011 debuteerde hij in de Premier League tegen Wolverhampton Wanderers. Op 15 februari 2013 besloot Fulham om Kasami voor de rest van het seizoen uit te lenen aan het Zwitserse FC Luzern, waar hij zestien competitiewedstrijden zou spelen. In juli 2013 keerde hij terug bij Fulham. Op de eerste speeldag van het seizoen 2013/14 maakte hij het enige doelpunt in een uitwedstrijd tegen Sunderland waardoor hij zijn team de drie punten schonk.

## Interlandcarrière
Onder leiding van bondscoach Ottmar Hitzfeld maakte Kasami zijn debuut voor de Zwitserse A-selectie op 15 oktober 2013 in de WK-kwalificatiewedstrijd tegen Slovenië (1-0). Hij viel in dat duel na 71 minuten in voor Tranquillo Barnetta.
Kasami nam met het Zwitsers olympisch voetbalelftal onder leiding van bondscoach Pierluigi Tami deel aan de Olympische Spelen van 2012 in Londen. Daar werd de ploeg in de voorronde uitgeschakeld na een gelijkspel tegen Gabon (1-1) en nederlagen tegen Zuid-Korea (1-2) en Mexico (0-1).